# Bronco Billy
Bronco Billy (em Portugal Bronco Billy - O Aventureiro) é um filme estadunidense de 1980, dirigido e estrelado por Clint Eastwood. O roteiro é de autoria de Dennis Hackin.

## Sinopse
O circo mambembe "Bronco Billy's Wild West Show" viaja pelo interior dos Estados Unidos, apresentando números artísticos de faroeste. O proprietário e a principal atração, Bronco Billy McCoy, "o gatilho mais rápido do Oeste", está com problemas para conseguir uma assistente. As duas últimas se deram mal na apresentação e abandonaram McCoy. Os demais artistas também estão irritados porque não recebem salários há meses.
Em uma parada numa cidadezinha, Bronco conhece a herdeira milionária Antoinette Lilly. Ela foi abandonada pelo marido e encontra-se momentaneamente sem dinheiro. Bronco lhe oferece o cargo de assistente e ela se sai bem. Apesar de mimada e irritada, Lilly aos poucos vai se afeiçoando ao grupo e descobre que nenhum deles é o que aparenta ser no picadeiro: Bronco era um ex-vendedor de sapatos que resolveu montar um show e o artista que se apresenta com laços é um desertor da Guerra do Vietnã, por exemplo.
As viagens e os problemas continuam, até que a crise mais grave ocorre quando um incêndio destrói a grande tenda do circo.

## Elenco
- Clint Eastwood...Bronco Billy McCoy
- Sondra Locke...Antoinette Lilly
- Geoffrey Lewis...John Arlington
- Scatman Crothers...Doc Lynch
- Bill McKinney...Lefty LeBow
- Sam Bottoms...Leonard James
- Dan Vadis...Chefe Grande Águia
- Sierra Pecheur...Lorraine Agua Corrente
- Walter Barnes...Xerife Dix
- Hank Worden